# كويزي قوقازي
كويزي قوقازي (الاسم العلمي: Cantharellus caucasicus) هو نوع من الفطريات يتبع جنس الكويزي من فصيلة الكويزية.